# Somerset (Pennsylvania)
|  | Dieser Artikel wurde aufgrund von inhaltlichen Mängeln auf der Qualitätssicherungsseite des Projektes USA eingetragen. Hilf mit, die Qualität dieses Artikels auf ein akzeptables Niveau zu bringen, und beteilige dich an der Diskussion! Eine nähere Beschreibung der zu behebenden Mängel fehlt. |

Somerset ist ein Borough im Somerset County im US-Bundesstaat Pennsylvania. Somerset ist ebenfalls County Seat. Das U.S. Census Bureau hat bei der Volkszählung 2020 eine Einwohnerzahl von 6.048 ermittelt.

## Einwohner
Die Einwohnerzahl Somersets änderte sich nur wenig in den letzten Jahrzehnten, mit sinkender Tendenz wie in vielen ländlichen Gebieten der USA.